# Граф Антрім

Герб графів Антрім.

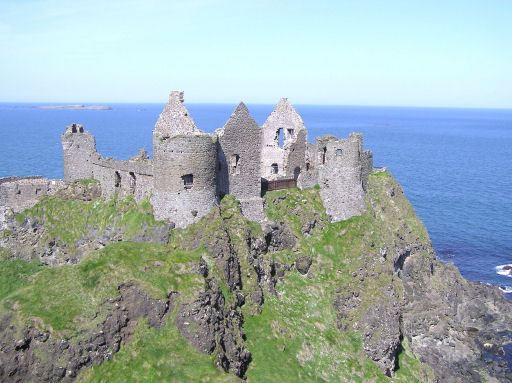
Руїни замку Дунлус.

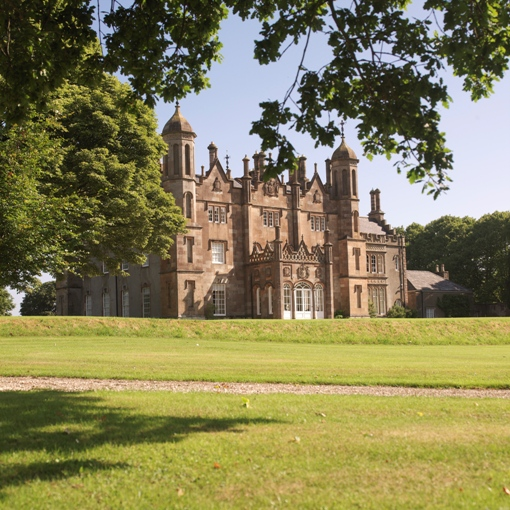
Замок Гленарм.

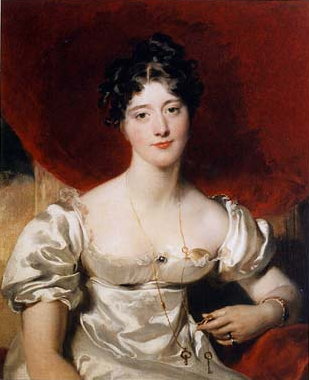
Френсіс Вейн — маркіза Деррі.

Граф Антрім (англ. — Earl of Antrim) — аристократичний титул в перстві Ірландії.

## Гасло графів Антрім
TOUJOURS PERST — «Завжди готовий» (фр.)

## Історія графів Антрім
Титул граф Антрім в перстві Ірландії створювався двічі і обидва рази для людей з клану МакДоннелл — ірландського клану шотландського походження. Клан МакДоннелл з графства Антрім походить від Сорлі Боя МакДоннелла. Сорлі Бой МакДоннелл (гельськ. — Somhairle Buidhe Mac Domhnaill) (бл. 1505—1590) — шотландсько-ірландський вождь клану, був сином Олександра МакДоннела — лорда Островів та Кінтайру, лорда Арднамурхана. МакДоннелл найбільш відомий тим, що заснував клан МакДоннелл в Антрімі, Ірландія, і чинив опір військам Шейна О'Ніла та військам англійської корони, які хотіли його вигнати з Ірландії. Зв'язок Сорлі Боя з іншими ірландськими католицькими лордами був складним, але також міцним з точки зору культури та родинних зв'язків: наприклад, він одружився з Мері О'Ніл — дочкою Конна О'Ніла. Він також відомий під ім'ям Сомерлед Жовтоволосий.
Четвертий син Сорлі Боя МкДоннелла отримав титул віконта Данлюс з графства Антрім в 1618 році. Титул графа Антрім він отримав в 1620 році. Обидва титули належали до пества Ірландії. Його старший син — ІІ граф Антрім воював на стороні роялістів під час громадянської війни на Британських островах — під час так званої «Війни Трьох Королівств». Він отримав від корони титул маркіза Антрім в 1645 році. Але він був бездітним і після його смерті в 1682 року титул зник.
Титул віконта та графа Антрім успадкував його молодший брат, що став ІІІ графом Антрім. Він був обраний депутатом Палати громад парламенту Англії, представляв Віган, отримав посаду лорд-лейтенанта графства Антрім. У 1689 році за підтримку скинутого короля-католика Якова ІІ він був позбавлений посад і титулів, але в 1697 році був відновлений у правах. Його онук — V граф Антрім отримав посаду губернатора графства Антрім. Титул успадкував його син, що став VI графом Антрім. Він був обраний депутатом Палати громад парламенту Ірландії і представляв графство Антрім. Оскільки в нього не було синів і не було родичів, що могли б успадкувати титул титули були приречені на зникнення. Але в 1785 році король Георг ІІІ нагородив його титулами віконта Данлюс та графа Антрім в перстві Ірландії з правом успадкувати титули дочкам. У 1789 році він був нагороджений титулом маркіз Антрім.
Після смерті лорда Антрім в 1791 році титули віконта Данлюс, графа Антрім та маркіза Антрім зникли. Його дочка Анна Кетрін мала права успадкувати титул графині Антрім. Вона одружилась з сером Генрі Вейн-Темпестом — ІІ баронетом Лонг-Ньютон. Їхня дочка леді Френсіс Енн Вейн-Темпест одружилась з маркізом Деррі і була прабабусею прем'єр-міністра Великобританії сера Вінстона Черчіля. Леді Антрім не мала синів, титул успадкувала її молодша сестра Шарлотта. Вона одружилась з віце-адміралом лордом Марком Робертом Керром — третім сином V маркіза Лотіан.
Титул успадкував її старший син, що став IV графом Антрім. У 1836 році він за дозволом корони прийняв прізвище МакДоннелл замість прізвище Керр. У нього не було синів, титул успадкував його молодший брат, що став V графом Антрім. Він теж змінив за дозволом корони прізвище на МакДоннелл.
На сьогодні титулами володіє його прапраправнук, що став Х графом Антрім, успадкувавши титул від свого батька. Як нащадок V маркіза Лотіан він має право і на цей титул.
Енгус МакДоннелл — другий син VI графа Антрім був депутатом парламенту від Дартфорду.
Родинним гніздом графів Антрім є замок Гленарм, що в графстві Антрім, Ірландія.
Кубок Данлюса вручається на музичному фестивалі в Ларні віконтом або віконтесою Данлюс — спадкоємцями графа Антрім. Родина МакКвіллан правила Данлюсом ще до МакДоннеллів, але вони не були нагороджені перством, оскільки були скинуті і вигнані зі своїх володінь в 1500-х роках.

## Графи Антрім (1620)
- Рендал МакДоннелл (помер у 1636 р.) — І граф Антрім
- Рендал МакДоннелл (1609—1682) — ІІ граф Антрім (нагороджений титулом маркіз Антрім у 1645 році)
- Олександр МакДоннелл (1615—1699) — ІІІ граф Антрім (позбавлено титулів у 1689; відновлено титули в 1697)
- Рендал МакДоннелл (1680—1721) — IV граф Антрім
- Олександр МакДоннелл (1713—1775) — V граф Антрім
- Рендал Вільям МакДоннелл (1749—1791) — VI граф Антрім (нагороджений титулом граф Антрім у 1785 році та маркіз Антрім у 1789 році)

## Маркізи Антрім (перше створення титулу, 1645)
- Рендал МакДоннелл (1609—1682) — І маркіз Антрім

## Маркізи Антрім (друге створення титулу, 1789)
- Рендал Вільям МакДоннелл (1749—1791) — І маркіз Антрім

## Графи Антрім (друге створення титулу, 1785)
- Рендал Вільям МакДоннелл (1749—1791) — І маркіз Антрім, І граф Антрім
- Енн Кетрін МакДоннелл (1775—1834) — ІІ графиня Антрім
- Шарлотта Керр (1779—1835) — III графиня Антрім
- Х'ю Сеймур МакДоннелл (1812—1855) — IV граф Антрім
- Марк Макдоннел (1814—1869) — V граф Антрім
- Вільям Рендал МакДоннелл (1851—1918) — VI граф Антрім
- Рендал Марк Керр МакДоннелл (1878—1932) — VII граф Антрім
- Рендал Джон Сомерлед МакДоннелл (1911—1977) — VIII граф Антрім
- Олександр Рендал Марк МакДоннелл (1935—2021) — IX граф Антрім
- Рендал Олександр Сент-Джон МакДоннелл (1967 р. н.) — X граф Антрім

Спадкоємцем титулу є син нинішнього власника титулу Олександр Девід Сомерлед МакДоннелл — віконт Данлюс (2006 р. н.).